# Nuestra Señora de la Raíz
La Virgen de la raíz o Nuestra Señora de la Esperanza es una pequeña imagen de la Virgen María, venerada en el santuario ubicado en la ciudad de Jacona, en el estado de Michoacán, de la cual es patrona. Es una de las más visitadas en México.
Existen dos versiones antiguas del origen de la Imagen. Una de fray Mateo Escobar. O. S. A., escrita en la “MICHOACANA THEBAIDA”, EN 1740, y otra de Dn. Antonio Villaseñor y Sánchez, publicada en 1748, en su “Teatro Americano”. Ambas coinciden en lo sustancial al referir que <>.
El superior del Convento de San Agustín en Jacona, Fray Jerónimo Sáenz, con varios vecinos acudieron a admirar la Imagen de la choza del indio y comenzaron a llamar a la bendita imagen; Nuestra Señora de la Raíz.
La imagen Sagrada ser coronada desde el decreto Papal de sumo Pontífice, Leo XIII el 7 de diciembre de 1885, como la petición de Padre Monsignor Antonio Plancarte. Ser coronada de la mano de Obispo de México Davalos en fiesta de San Valentin, en 1886. Es una patrona privada de Miss Filipinas, Maria Pia de Wurtzbach, la 64th ganadora del certamen de Miss Universo.

## La imagen
La Imagen es diminuta, apenas de un metro con toda y la peana en que posa; es obra graciosa, sin obra de arte antiguo o moderno. Dice la tradición que el Niño, fruto de sus entrañas que originalmente tenía en sus brazos, se lo llevó un Fraile a España y la Señora quedó con el rostro elevado; fijos en el Cielo los ojos, al modo como se retratan los bultos de la Asunción de Nuestra Señora.
Antes de la Coronación de la imagen, la vestían como las imágenes coloniales con el vestido en forma de abanico abierto hacia abajo. A partir de la Coronación y hasta ahora, lleva una camisa interior de lino bordado, un vestido encarnado bordado con hilos de oro, luego una tunicela blanca, el manto azul más corto que el vestido. La cabellera está hecha de pelo natural.
La mano derecha está separada del cuerpo y en ella lleva una azucena; la izquierda completamente caída, en actitud de imploración.
El rostro es redondo, la boca ligeramente entreabierta deja ver los pequeños dientes superiores. El mentón se pierde casi con el cuello un poco grueso, pero sin hacer desaparecer la gracia del rostro hermosamente juvenil. Se le ponen zarcillos, anillos y collares.
Fray Mateo de Escobar afirmó en su tiempo que aun se atiende vestida con algunas raíces, aunque adornada de costosas telas que le han dado la devoción.Así la describen los primeros que la vieron: La Imagen de la Virgen Señora Nuestra, es de estatura de poco más de tres cuartas, en la siguiente forma: en el brazo y mano siniestra, un perfectísimo Niño en tamaño de una cuarta sentado sobre dicho brazo viéndose suntuosamente los rostros y las manos del Niño inclinadas a acariciar el rostro de la Santísima Señora; el Niño descansa reclinado, mas estaba pendiente al pecho de la Virgen con una sutil y delgada raicilla que naciendo del costado de la Señora remataba en la espaldita del Niño. El brazo diestro de María Santísima tiene alguna inclinación como que ayuda al siniestro a tener al Niño, mas la mano esta vuelta hacia arriba, y medio de la palma se le halló en su invención un palito pequeño parecido en forma de cetro, y coronado este con una florecita pequeña. La cabeza de la Señora y del Niño se hallaron cubiertas de sutiles raicesitas que le servia de cabello, la Imagen de la cintura abajo, otras muchas que le servían o le cubrían el medio cuerpo, en tal forma, compostura y proporción que hacia oficio de enaguas, de la cuales hasta hoy se mantienen y le cubre un vestido de plata que le adorna. El Niño, que es un hermosísimo Adonis, que tenía cuando fue hallada la Señora, está en ademán de un tierno infante, que procura alimentarse de los pechos de su Madre.

## Culto
Recién descubierta la Imagen, comenzaron a darle culto en la misma casa del indio Juan. Hacia el año de 1711, siendo Prior del Convento de Jacona Fray Marcelo de Lizarraráz, contando con el permiso del Obispo de Valladolid Don Juan Antonio de Ortega y Montañés, dedicó una capilla de adobe, junto a la casa del indio ya que la Imagen adquirió fama de Milagrosa y aumento la devoción culto; también se estableció una crecida Cofradía para honrar y dar a conocer a Nuestra Señora bajo de esta advocación. En octubre de 1751, los habitantes de la República indígena de Jacona, viendo que aquella Capilla por estar cerca del río se inundaba con frecuencia, ofrecieron un solar junto a la Plaza del Pueblo y a proporcionar la cantera y material necesario. El Cura Ministro de Jacona Fray José de Villegas, como consta en uno de lo Libros de Archivo Parroquial, consiguió el 2 de noviembre de 1751 la licencia del Obispo de Michoacán Ilmo. Sr. Don Martín de Elizacoechea, para la construcción de dicha Capilla a la Soberana Reina de los Ángeles, deseando fuese para su mayor Culto y Veneración. El Culto a la Prodigiosa Imagen, “Aquella de quien únicamente se atreven los hombres a esperar la salvación” fue echando ondas raíces en las almas de los habitantes y de la religión, ya que acudía en numerosas peregrinaciones, gracias a la obra desarrollada por los Sacerdote, que se esforzaban por imbuir a su feligreses en esta advocación.